# Pont dels Estretets
El Pont dels Estretets era un pont en runes del municipi d'Alcanar. Aquesta obra forma part de l'Inventari del Patrimoni Arquitectònic de Catalunya i va desaparèixer amb els aiguats de setembre de 2021.

## Descripció
Es tracta de les restes del pont dit dels Estretets, del qual fins al 2021 se podia apreciar un dels dos arcs i l'arrencada de la base de l'altre. Fet fet amb pedra travada amb formigó, conglomerat de calç i sorra. Segons el llibre Historia de mi pueblo tenia un llum d'arc de 3,10 m., una andana de 3,37 m., una alçada sobre l'actual nivell de 3,50 m. i l'amplada del pilar que unia els dos arcs era de 2,50 metres.

## Història
La tècnica de pedra i arc, considerada romana, fa suposar que existia una via secundària entre Dertosa i Valentia i que, pel Montsià, devia unir Amposta amb Chersonensus (Peníscola) travessant el riu Sénia. Aquest camí continuà en ús durant molts segles. Concretament, es tractaria d'una via paral·lela a la Via Augusta, més propera a la línia de costa. El Pont dels Estretets, uniria les dos vessants d'aquesta antiga via sobre el Riu de la Sénia.
Segons el canonge José Matamoros -a la seva "Historia de Alcanar"- aquest pont és l'únic vestigi romà que queda, en relació amb el poble, que essent restes d'una via secundària travessava el riu Sénia, procedent de les faldes del Montsià. Sembla que el pont primitiu podria haver estat, fins i tot preromà, segons s'explica a El Correu Català de l'11 de novembre de 1977. Aquest pont s'ha utilitzat durant segles per travessar el riu Sénia, per on passava el Camí dels Bandolers de l'Ebre al Sénia, que comunicava Alcanar, la Ràpita i el camí de la Foia, segons la publicació "Alcanar", núm.327, oct. 2009.